# Branden i Triangle Shirtwaist-fabriken

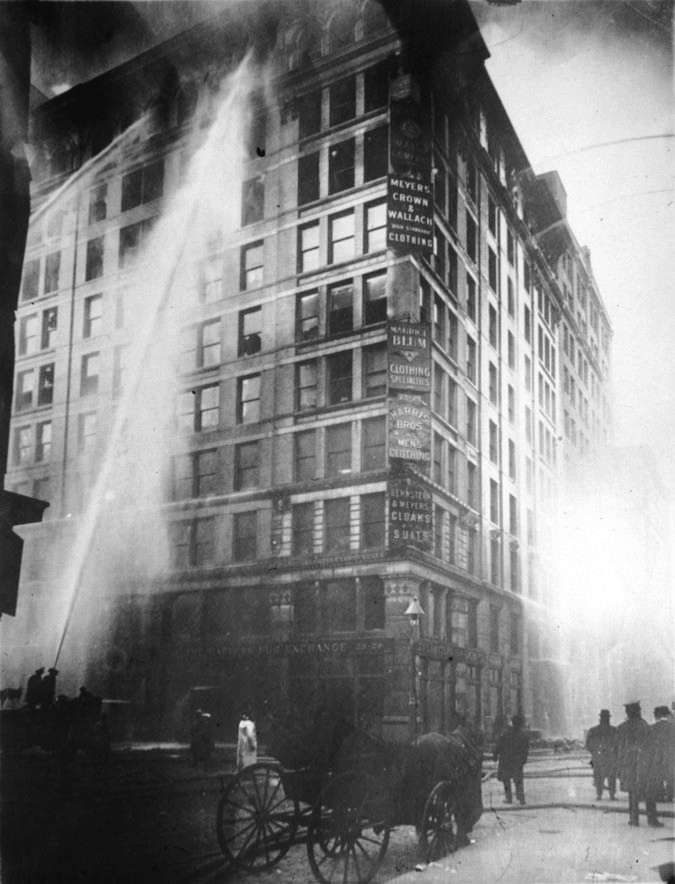
Släckning av branden.

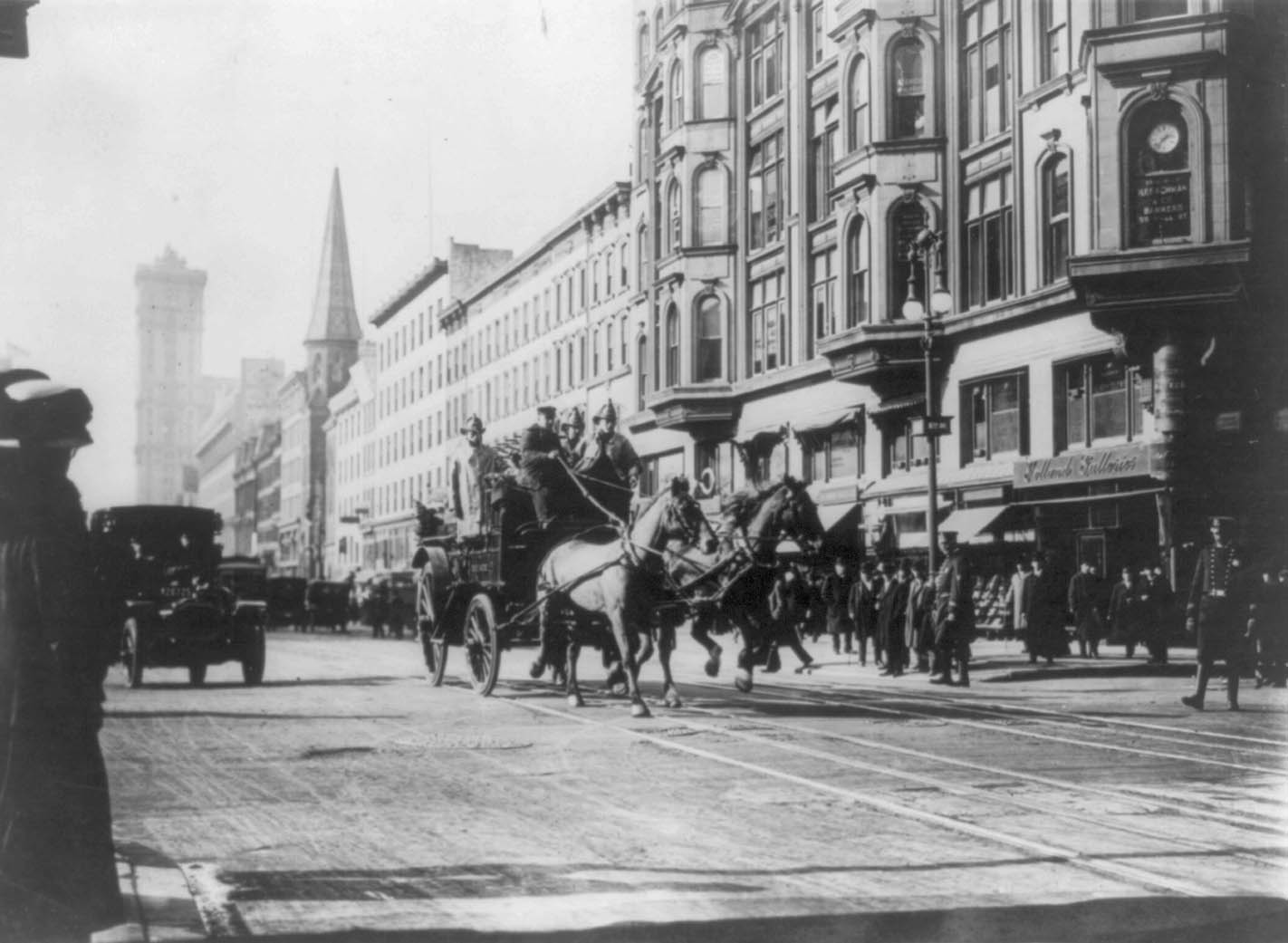
Brandmän anländer till platsen med häst.

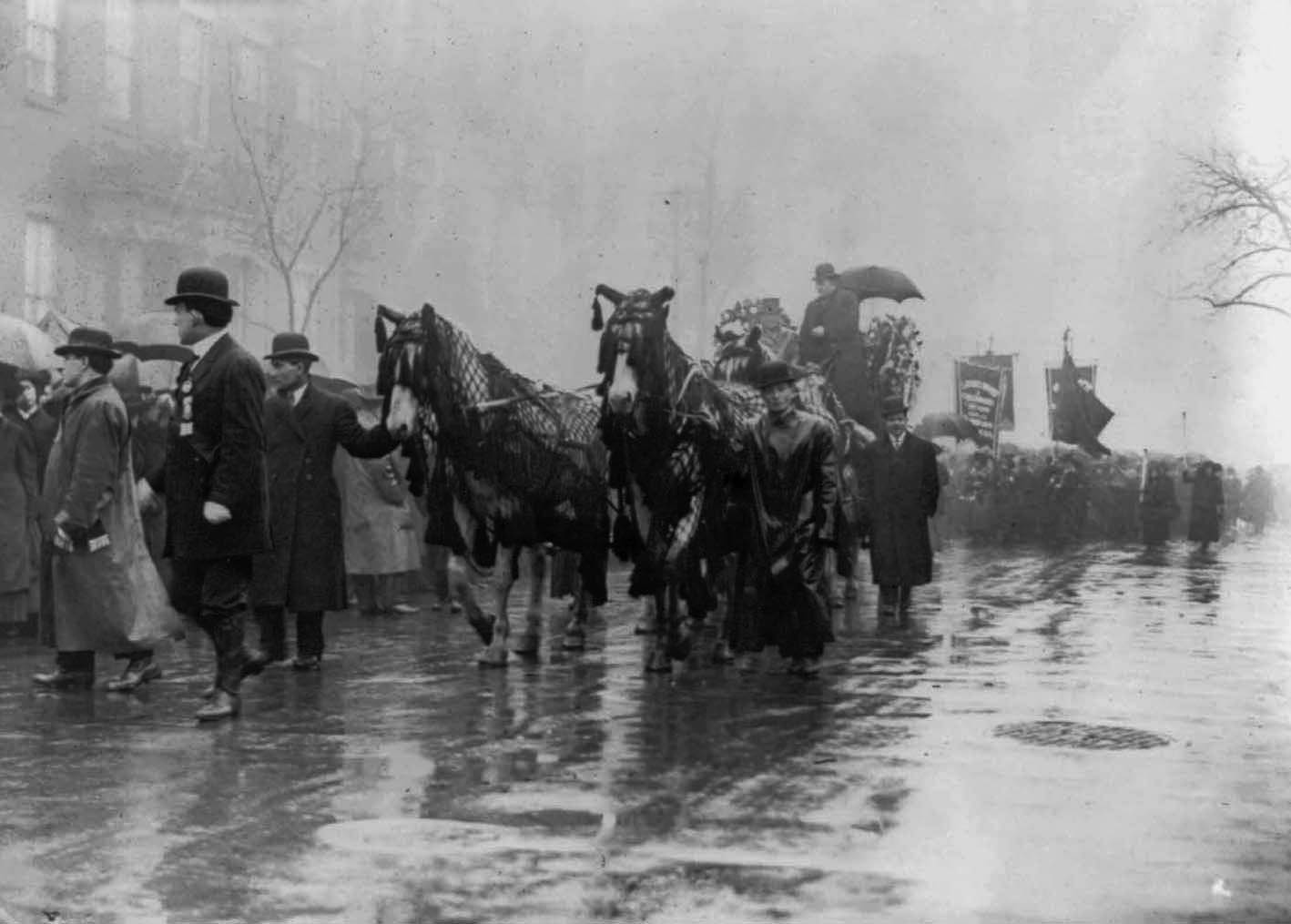
Parad till minne av offren.

Branden i Triangle Shirtwaist-fabriken var en brand i New York den 25 mars 1911. 146 personer dog i branden (enligt vissa källor 148), som kom att leda till förändringar i amerikansk arbetsmiljölagstiftning, brandsäkerhet och ökat engagemang i fackföreningar.
The Triangle Shirtwaist Company ägdes av Max Blanck och Isaac Harris och höll till i de tre översta våningarna i tiovåningshuset Asch Building på Washington Place på Manhattan, New York. Fabriken hade råkat ut för bränder tidigare, dock när ingen personal var där.
Den 25 mars 1911 började branden på åttonde våningen och spred sig till nionde och tionde våningarna. En förbipasserande larmade brandkåren som anlände inom kort. Branden släcktes inom en halvtimme. De flesta kunde dock inte ta sig ut. En brandstege kollapsade och en trappa var blockerad av eld och rök. Dörren till trappan på nionde våningen var låst, vilket gjorde att många brann inne. Många hoppade ut genom fönster ner på gatan.
Fabrikens ägare hade låst dörren på nionde våningen för att förhindra de anställda att stjäla. I rättegången berättade Harris om tidigare stölder, men erkände att dessa aldrig uppgått till ett värde av mer än $25 på ett år. Blanck och Harris var kända som anti-fackföreningsaktivister. 1909 hade sömmerskornas fackförening ordnat en omfattande strejk. Blanck och Harris betalade gangstrar för att attackera de strejkande arbetarna och hyrde in prostituerade som ersättningsarbetskraft, för att visa sitt förakt.
Blanck och Harris åtalades för dråp men deras advokat, Max D. Steuer, fick dem frikända. 1913 blev de dömda i ett civilrättsligt mål och fick betala $75 per avliden. Försäkringsbolaget betalade ägarna generöst, uppskattningsvis $60 000 mer än de dokumenterade skadorna.
Runt 100 000 personer deltog i en begravningsprocession som beskådades av 250 000. Branden fick varaktiga konsekvenser. Arbetarrörelsen växte kraftigt och reformer för arbetsmiljö- och -säkerhet infördes. Max Blanck blev ironiskt nog arresterad igen 1913 för att ha låst dörren i sin fabrik, för att förhindra stöld. Han blev dömd att betala $20 i böter.
Branden var den värsta katastrofen på en arbetsplats i New York fram till 11 september-attackerna 2001. Byggnaden är numera ett historiskt minnesmärke.